# Distrito de Chilcaymarca

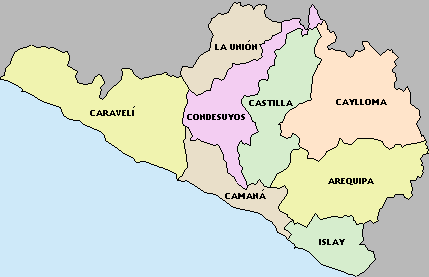
Provincias de Arequipa

El distrito de Chilcaymarca es uno de los catorce distritos que conforman la provincia de Castilla en el departamento de Arequipa, bajo la administración del Gobierno regional de Arequipa, en el sur del Perú.
Desde el punto de vista jerárquico de la Iglesia católica forma parte de la Prelatura de Chuquibamba en la Arquidiócesis de Arequipa.

## Historia
El distrito fue creado mediante Ley No.4733 del 29 de octubre de 1923, en el gobierno del Presidente Augusto B. Leguía.

## Centros poblados
Chilcaymarca, Chapacoco y  Huilluco.
Chilcaymarca por su cercanía al distrito de Orcopampa le sirve como población dormitorio que brinda mano de obra. La actividad agrícola es de subsistencia y los pocos excedentes que tienen los destina al mercado de Orcopampa.

## Medio ambiente
En las riberas del río se puede apreciar los camélidos sudamericanos y las parihuanas que, al levantar su vuelo, muestran los colores rojo y blanco.

## Patrimonio
Iglesia parroquial católica bajo la advocación de Santiago Apóstol. El frontis de su altar mayor es de estilo neoclásicoy está hecho de madera y bañado en pan de oro, destacando la gran proliferación de espejos que tiene en el altar mayor. De este templo se cuentan varias leyendas.

## Minería: proyecto Pucay
La Compañía de Minas Buenaventura, por concesión de Southern Perú Copper Corporation ejecutará el programa de actividades dentro de las concesiones minera para cobre Pucay Cuatro y Pucay Cinco, área que abarca una superficie aproximada de 375.1 ha y se divide en 3 sectores: Jatun Cruz, Chilcane y Apacheta.

## Autoridades

### Municipales
- 2015-2018[6]
  - Alcalde: Jaime Ángel Ramos Chuquitaype.
  - Regidores: Pedro Leon Taco Yauri (AR), Carlos Pascual Ccapa Llaza (AR), Justina Valentina Lupinta Yana(AR), Herminia Juana Cruz Flores (AR), Luis Adrian Yancapallo Purhuaya
- 2007-2010:
  - Alcalde: Jaime Ángel Ramos Chuquitaype.

+ Alcalde: Mario Eliseo Yauri Yauri
+ Alcalde: Juan Ruben Cruz Quilluya

### Religiosas
- Obispo Prelado: Mons.  Jorge Enrique Izaguirre CSC.
- Parroquia : Párroco Prb. Max Alvarez Palza OFMCap.

## Festividades
- Santiago.
- Virgen de la Natividad.

## Turismo
Sayasaya.- es un bosque de piedras.